# Джозеф Кордіна
Джозеф Кордіна (англ. Joseph Cordina; 1 грудня 1991, Кардіфф) — британський професійний боксер, чемпіон Європи серед аматорів, чемпіон світу за версією IBF (2022, 2023—2024) у другій напівлегкій вазі.

## Аматорська кар'єра
На чемпіонаті світу 2011 Джозеф Кордіна програв у першому бою.
На чемпіонаті світу 2013 Джозеф Кордіна програв у першому бою Лазаро Альваресу (Куба).
2014 року Джозеф Кордіна під прапором Уельсу став бронзовим призером Ігор Співдружності.
На чемпіонаті Європи 2015 під прапором Великої Британії переміг п'ятьох суперників, у тому числі італійця Доменіко Валентіно нокаутом, Енріко Лакруса (Нідерланди) — 3-0 та Отара Ераносяна (Грузія) — 3-0 у фіналі.
На чемпіонаті світу 2015 переміг двох суперників, а у чвертьфіналі програв Робсону Консейсао (Бразилія) — 0-3.
На Олімпійських іграх 2016 у першому бою переміг Чарлі Суареса (Філіппіни) — 2-1, а в другому програв Хуршиду Таджибаєву (Узбекистан) — 0-2.

## Професіональна кар'єра
Впродовж 2017—2021 років Джо Кордіна провів чотирнадцять переможних боїв на професійному рингу. 30 листопада 2019 року виграв вакантний титул континентального чемпіона за версією WBA у другій напівлегкій вазі.

### Кордіна проти Огави
4 червня 2022 року у Кардіффі Джо Кордіна зустрівся в бою з чемпіоном світу за версією IBF у другій напівлегкій вазі японцем Огава Кенічі. Бій, що розпочався обережними взаємними атаками, завершився вже у другому раунді брутальним нокаутом японця, якому знадобилася допомога, щоб залишити ринг. Джо Кордіна став новим чемпіоном світу.

### Кордіна проти Рахімова
Наступного разу Кордіна мав захистити свій пояс проти Шавката Рахімова (Таджикистан) 5 листопада 2022 року. Через травму руки Кордіні довелося відмовитися від бою, за що його позбавили пояса IBF. 22 квітня 2023 року Кордіна вийшов на бій проти нового чемпіона Шавката Рахімова і здобув перемогу розділеним рішенням, повернувши собі звання чемпіона.
4 листопада 2023 року провів перший захист, здобувши перемогу за очками над Едвардом Васкесом (США).

### Кордіна проти Какаче
18 травня 2024 року в Саудівській Аравії в рамках шоу Тайсон Ф'юрі — Олександр Усик зустрівся в бою з чемпіоном IBO в другій напівлегкій вазі Ентоні Какаче (Велика Британія). У видовищному, але з брудними прийомами бою, у якому Кордіна був фаворитом, бійці влаштували справжню рубку з безліччю акцентованих ударів, в якій Какаче перебив валійця. Побувавши по ходу бою в нокдауні, Кордіна програв технічним нокаутом у восьмому раунді.